# Tavenna
Tavenna ist eine italienische Gemeinde (comune) in der Provinz Campobasso in der Region Molise. Die Gemeinde liegt etwa 39 Kilometer nordnordöstlich von Campobasso, hat 581 Einwohner (Stand 31. Dezember 2023) und gehört zur Comunità montana Trigno – Monte Mauro.

## Verkehr
Durch die Gemeinde führt die frühere Strada Statale 157 della Valle del Biforno (heute: Provinzstraße 163) von Lucito nach Montenero di Bisaccia Richtung Adriaküste.